# Ледигьер, Франсуа де Бонн
Франсуа де Бонн (фр. François de Bonne; 1 апреля 1543, Сен-Бонне-ан-Шансор — 21 сентября 1626, Валанс) — один из лучших полководцев Генриха Великого. За свою безусловную преданность Бурбонам был почтён титулом герцог де Ледигьер (фр. duc de Lesdiguières). Последний коннетабль Франции (1622).

## Биография
Франсуа де Бонн был сыном Жана II де Бонна, сеньора де Ледигьер (фр. Jean II de Bonne, seigneur de Lesdiguières), умершего в 1548 году. В сравнительно молодом возрасте Франсуа де Бонн утвердил себя в качестве предводителя дворян-гугенотов из Дофине. Узнав о готовящейся Варфоломеевской ночи, он покинул Париж ради родной провинции Дофине, где возглавил партизанское движение. Завоевав благосклонность Генриха Наваррского, он водил в бой его армии сначала против французских католиков, а потом против савояров и испанцев, за что был возведён в ранг главного маршала Франции. В 1588 году взял савойский город Барселоннет. В 1590 году взял Гренобль и развернул там большую строительную деятельность. В 1600 году вторично взял Барселоннет.
После смерти Генриха IV полководец сохранил верность его сыну. Получив во время регентства Марии Медичи герцогское достоинство, стоял за королевскую власть и старался удерживать своих единоверцев от восстания. Более того: прельщённый посулами правительства, он в 1622 году переметнулся в католичество и выступил против гугенотов, предводительствуемых Роганом. Почти все его военные кампании происходили на юго-востоке Франции. Исключением стала последняя и наименее удачная — война за Вальтеллину на севере Италии.

## Потомки
От двух браков (с дворянкой и вдовой лавочника из Гренобля — старой любовницей) Ледигьер прижил трёх дочерей, которых одну за другой выдавал замуж за старого боевого товарища Креки, добившись от короля дозволения передать ему часть своих званий и титулов, включая герцогский. Из их внуков двое — Вильруа и младший Креки — также достигли маршальского звания.

## Память о Ледигьере
Памятником последнему коннетаблю остался великолепный Визельский замок, выстроенный им в родной своей области Дофине. Его имя также носит один из старейших павильонов Лувра.
|                              |  |                                                |  |                             |
| Особняк Ледигьера в Гренобле |  | Визельский замок (Музей французской революции) |  | Ледигьеровы ворота Гренобля |